# スラメラ
スラメラ（Thulamela）は、南アフリカ共和国リンポポ州ベンベ郡にある都市（B自治体）。中心地はソホヤンドウ（またはトホヤンド）（Thohoyandou）。